# Castelejo
Castelejo es una freguesia portuguesa del concelho de Fundão, con 29,48 km² de superficie y  habitantes (2001). Su densidad de población es de 28,0 hab/km².